# 林美貞
林美貞（英語：Stephenie Lim，1971年1月15日—）。是台灣女性模特兒、演員、企業家。

## 生平
林美貞出生於馬來西亞，1991年由參加馬來西亞華裔小姐選拔和世界大學小姐選拔並獲得冠軍後開始進入娛樂圈。之後林美貞替《時報周刊》拍照，因為美麗的面孔和姣好的身材而走紅台灣，於是到台灣發展演藝事業。林美貞亦是擁有連鎖餐廳和低價品牌服飾的企業家。

## 演出作品

### 電影
| 年份 | 劇名     | 飾演         | 性質   | 導演   | 備註 |
| 1999 | 爆裂刑警 | 洗衣店老闆娘 | 女配角 | 葉偉信 |      |

### 電視劇／網路劇
| 年份 | 電視臺                | 劇名                     | 飾演         | 性質   | 導演   | 備註 |
| 1993 | 華視                  | 大地勇士                 | 李巧雲       | 女配角 | 金鰲勳 |      |
| 1995 | 台視                  | 香帥傳奇                 | 蘇蓉蓉       | 女配角 | 范秀明 |      |
| 2003 | 衛視中文台            | 第8號當舖                | 蘇婷         | 客串   | 陳俊良 |      |
| 2019 | 公視                  | 大潮                     | 許淑芬       | 女主角 | 陳承祥 |      |
| 2021 | ViuTV、CATCHPLAY、HBO | 第三佈局 塵沙惑          | 梁凱莉(成年) | 女配角 | 洪伯豪 |      |
| 2023 | 公視                  | 國際橋牌社外傳：和平歸來 | 洪雅惠       | 客串   | 林世章 |      |
| 2023 | 緯來電影台            | 開心鬼                   |              | 女配角 | 柯政銘 |      |
| 2024 | 八大戲劇台、MyVideo   | 今夜一起為愛鼓掌         | 陳姐         | 女配角 | 李俊宏 |      |
| 2025 | 大愛電視台            | 生命的麥田               | 陳美棠       | 女配角 | 周美玲 |      |

## 個人生活
2001年，林美貞和孫興結婚，此為孫興的第二次婚姻。婚後林美貞懷孕育有孫興的次子孫恆。2005年，孫興與出身中華人民共和國四川省的演員駱麗娜發生婚外情。林美貞與孫興分居，兒子孫恆的扶養權由林美貞獲得，孫興按時給與林美貞贍養費，但兩人並未正式辦理離婚登記。而後林美貞和兒子孫恆定居台灣，具有中華民國永久居留證身份。

## 外部連結
- Stephenie 林美貞的Facebook專頁
- 林美貞在互联网电影资料库（IMDb）上的資料（英文）（英文）
- 林美貞在香港影庫上的簡介
- 林美貞在豆瓣上的资料（简体中文）
- 林美貞在时光网上的簡介（简体中文）